# Abdullah bin Mutaib
Abdullah bin Mutaib bin Abdullah Al Saud (ur. 13 października 1984 w Rijadzie) – saudyjski książę i sportowiec.
Jest synem Mutaiba bin Abdullaha, dowódcy gwardii narodowej. Studiował prawo na Uniwersytecie Króla Sauda. Brał udział w wielu zawodach jeździeckich. Uczestniczył w Igrzyskach olimpijskich w Pekinie (2008), cztery lata później, podczas Igrzysk w Londynie, zdobył, wraz z drużyną, brązowy medal w skokach przez przeszkody.